# Macrophthalmus parvimanus
Macrophthalmus parvimanus is een krabbensoort uit de familie van de Macrophthalmidae. De wetenschappelijke naam van de soort werd voor het eerst geldig gepubliceerd in 1834 door Guérin.